# Łęka Opatowska
Łęka Opatowska (in tedesco Lenka, dal 1939 al 1945 Wolfenfurt) è un comune rurale polacco del distretto di Kępno, nel voivodato della Grande Polonia.
Ricopre una superficie di 77,54 km² e nel 2004 contava 5 143 abitanti.